# Marion Heintze
Marion Heintze (* 5. September 1954 als Marion Worch) ist eine deutsche Schachspielerin. Sie erhielt 1983 den Titel einer Internationalen Meisterin der Frauen und erreichte im Juli 1990 mit 2250 ihre höchste Elo-Zahl.
Im Jahr 1985 gewann sie die in Jüterbog ausgetragene DDR-Meisterschaft der Frauen, darüber siegte sie 1969, 1972 und 1976 auch bei den DDR-Meisterschaften der Frauen im Blitzschach. Bei der Schacholympiade 1990 im jugoslawischen Novi Sad erreichte sie mit der DDR-Mannschaft den 11. Platz im Frauenwettbewerb und mit 8 Punkten aus 11 Partien das viertbeste Ergebnis am dritten Brett.
Nach der deutschen Wiedervereinigung wurde sie zudem mit der SVg Lasker Steglitz in der Saison 1991/92 deutsche Mannschaftsmeisterin in der deutschen Schachbundesliga der Frauen. Mit einem Ergebnis von 9 Punkten aus 10 Partien war sie dabei die erfolgreichste Spielerin ihrer Mannschaft.
Marion Heintze hat seit 1992 keine Elo-gewertete Partie mehr gespielt und wird daher von der FIDE als inaktiv geführt.
Anfang der 1980er Jahre heiratete sie den früheren Präsidenten des DDR-Schachverbandes Armin Heintze (* 1935).